# XT9

Teclat tàctil complet

XT9 és un sistema de predicció i correcció de text per a dispositius mòbils amb teclats complets en lloc del teclat 3x4 en telèfons antics. Va ser originalment desenvolupat per Tegic Communications, ara part de Nuance Communications. Va ser creat per a dispositius amb estil, però ara també s'utilitza per a dispositius de pantalla tàctil. És successor de T9, un popular algorisme de text predictiu per a telèfons mòbils amb només teclat numèric.

## Història
Les tecles d'actuació de la màquina d'escriure xinesa creada per Lin Yutang a la dècada de 1940 van incloure suggeriments per als caràcters següents al seleccionat. El 1951, el tipus xinès xinès Zhang Jiying va organitzar caràcters xinesos en clústers associatius, un precursor de l'entrada moderna de text predictiu, i va batre rècords de velocitat en fer-ho. L'entrada predictiva de text des d'un teclat telefònic és coneguda almenys des dels anys setanta (Smith i Goodwin, 1971). Kondraske (1985) va patentar aspectes del text predictiu, mentre que un teclat completament funcional del sistema de text per a comunicar-se amb persones sordes per telèfon va ser patentat el 1988 per Roy Feinson que incloïa la majoria de les funcions del predictiu modern. sistemes de text que inclouen la desambiguació i l'emmagatzematge del diccionari local. El text predictiu s'utilitzava principalment per cercar noms als directoris a través del telèfon, fins que la missatgeria de text del telèfon mòbil va tenir un ús generalitzat.